# فدر سوند (فلوریدا)
فدر سوند (به انگلیسی: Feather Sound) یک منطقهٔ مسکونی در ایالات متحده آمریکا است که در شهرستان پاینلاس، فلوریدا واقع شده‌است. فدر سوند ۹٫۳ کیلومتر مربع مساحت و ۳٬۴۲۰ نفر جمعیت دارد و ۱٫۸۳ متر بالاتر از سطح دریا واقع شده‌است.